# Yelena Deméntieva
Yelena Viacheslávovna Deméntieva (ruso: Елена Вячеславовна Дементьева, pron.: escucharⓘ) es una exjugadora de tenis profesional rusa nacida el 15 de octubre de 1981 en Moscú, Unión Soviética. Finalista de Roland Garros y del Abierto de Estados Unidos en 2004, llegó a ser la n.º 3 del mundo en el ranking de la WTA. Casada con el jugador de hockey sobre hielo también ruso Maksim Afinoguénov.

## Carrera Tenística
Deméntieva jugó y ganó su primer torneo internacional, Les Petit As, en Francia, a la edad de 16 años. En 1997 ingresó entre las mejores 500 jugadoras de la WTA. Se convirtió en profesional en 1998 y alcanzó al Top 100 en el 1999. 
Ese año representó a Rusia en la final de la Fed Cup frente a Estados Unidos, obteniendo el único punto de su equipo tras vencer a Venus Williams. En 1999 también fue el primer año en el que participó en un torneo de Grand Slam, alcanzando la segunda ronda en el Abierto de Australia y Roland Garros y la tercera en el US Open. 
El siguiente año traería nuevos logros, ingresando en el Top 20 del ranking, alcanzando la semifinal del Abierto de Estados Unidos (primera jugadora rusa en lograrlo), y obteniendo la medalla de plata en los Juegos Olímpicos de Sídney 2000 tras perder en la final frente Venus Williams por 6-2, 6-3. Los anteriores logros la hicieron merecedora del título de "Jugadora de mayor progresión del Año" 2000, otorgado anualmente por la WTA. 
El año 2001 la vería mantenerse dentro del Top 20 y desplazar a Anna Kournikova como la mejor jugadora de Rusia. El 2002 significaría grandes éxitos en dobles, alcanzando la final del Abierto de Estados Unidos junto con la eslovaca Janette Husárová, y venciendo en el prestigioso WTA Tour Championships.
El año siguiente cimentaría su estatus como jugadora de primer nivel. No solo finalizó el año por primera vez dentro del Top 10, sino que además obtuvo su primer título de la WTA, imponiéndose en el Torneo de Amelia Island, tras vencer a las 2 mejores jugadoras del mundo en ese momento, Justine Henin y Lindsay Davenport. Adicionalmente, obtuvo 2 títulos más, venciendo a Chanda Rubin en las finales de Bali y Shanghái. En cuanto a dobles, alcanzó las semifinales del Abierto de Estados Unidos (junto con su compatriota Lina Krasnoroutskaya), derrotando en el camino al poderoso binomio de las hermanas Williams.
Los éxitos cosechados hacían prever un año estelar para Elena en el 2004. Y no defraudaría, alcanzando sus primeras 2 finales de Grand Slam: Roland Garros y el Abierto de Estados Unidos. En París, terminó perdiendo contra su compatriota y amiga de infancia, Anastasiya Myskina, en lo que marcaría la primera ocasión de la historia en que 2 jugadoras rusas disputaran una final de Grand Slam; en Estados Unidos no tendría mejor suerte, siendo superada en la final por otra rusa, Svetlana Kuznetsova. No obstante estas derrotas, su cosecha para el año incluiría una victoria (en Hasselt, Bélgica) y dos apariciones más en finales, incluyendo el prestigioso torneo de Miami (su primera final de un torneo "Tier 1").
Tras la buena forma demostrada el año anterior, el 2005 vería una regresión en sus resultados, alcanzando únicamente 2 finales de torneos menores (ambas derrotas), y su mejor resultado en un Grand Slam siendo las semifinales del Abierto de Estados Unidos, donde venció a Lindsey Davenport en 3 sets, previo a sucumbir contra Mary Pierce. Este último partido resultó ser controversial debido a que, tras perder claramente el primer set, la francesa solicitó un tiempo fuera de más de 10 minutos para recibir tratamiento por una aparente lesión. Al reiniciarse las acciones, el ritmo del partido cambió por completo, sin poder Deméntieva reencontrar su nivel, mientras Pierce elevaba su juego para acabar llevándose el triunfo.
En dobles tuvo mejor suerte, alcanzando junto con la italiana Flavia Pennetta la final del Abierto de Estados Unidos. Sin embargo, su mayor logro estaría por venir: la Copa Federación. En una final que enfrentaba a Rusia contra el poderoso equipo francés liderado por Amélie Mauresmo y Mary Pierce, Deméntieva obtuvo los 3 puntos necesarios para obtener la victoria y alzar la Copa, derrotando en sencillos a ambas estrellas galas, y aliándose en dobles con Dinara Sáfina para obtener el triunfo decisivo que traería por segunda vez la Copa a Rusia.
El año 2006 redituaría mejores resultados. Obtuvo 2 torneos, incluyendo su primer "Tier 1", el Torneo de Tokio, donde vencería convincentemente (6-2, 6-0) a la ex número 1 del mundo, la suiza Martina Hingis, quien posteriormente comentaría, "Si jugara siempre así, sin duda ganaría torneos de Grand Slam".
Su segundo título del año -y sexto de su carrera- se materializaría en Los Ángeles, en el Abierto JP Morgan Chase, tras truncar en la final las ilusiones de la joven estrella serbia Jelena Janković, con marcador de 6-3 4-6 6-4. Pero tal vez aún más significativa fue su victoria en semifinales contra su némesis, la también rusa María Sharápova, a quien no vencía desde el 2003, y quien le había derrotado antes en el año en la final del prestigioso torneo Indian Wells.
Adicionalmente a las tres finales alcanzadas (dos de ellas en eventos "Tier 1"), llegaría por primera vez a cuartos de final en la hierba de Wimbledon (derrotada por Sharápova) y repetiría el logro en el Abierto de Estados Unidos, alcanzando por tercer año consecutivo los cuartos de final, previo a caer ante Jelena Janković. El 2007 lo inicia de manera promisoria alcanzado la cuarta ronda del Australian Open y las semifinales del Toray Pan Pacific Open, sin embargo una lesión la mantendría fuera de temporada por cerca de nueve semanas, a su regreso venció en el torneo de Estambul y parecía que había recuperado su nivel, sin embargo no contó con suerte ni en Roland Garros ni en Wimbledon, lo que la llevaron a salir del Top Ten en junio por primera vez en cuatro años, enferma, tampoco tuvo suerte en el verano americano y tuvo que esperar hasta el torneo de su país la Kremlin Cup, para poder demostrar su nivel, ahí venció de manera categórica a Serena Williams por 5/7 6/1 6/1, para así llevarse el torneo de casa por primera vez, su segundo Tier I y retornar al Top Ten, sin embargo una semana después una recaída de la lesión sufrida a principio de año, la llevó a retirarse del torneo de Zúrich en Suiza, y perder los puntos que la mantenían en el Top Ten y así perder toda posibilidad de meterse en el selecto grupo que participa en el torneo final de la WTA, el Master Femenino, donde se había estando clasificando en los últimos siete años.
El 29 de octubre de 2010 después de acabar el round robin del Masters Femenino en Doha anunció su retiro.
En la actualidad, presenta un programa llamado Кухня (Cocina) en la cadena rusa KHL TV, un canal temático dedicado al hockey hielo. En él, Dementieva entrevista a estrellas del hockey ruso.

## Títulos de Grand Slam

### Individual

#### Finalista (2)
| Año  | Campeonato        | Oponente en la final | Resultado |
| 2004 | Roland Garros     | Anastasiya Myskina   | 1-6, 2-6  |
| 2004 | Abierto de EE.UU. | Svetlana Kuznetsova  | 3-6, 5-7  |

## Títulos (22; 16+6)

### Individuales (16)
| Leyenda: Antes de 2009          | Leyenda: A partir de 2009 |
| ------------------------------- | ------------------------- |
| Grand Slam (0)                  |                           |
| Juegos Olímpicos (1)            |                           |
| WTA Championships (0)           |                           |
| WTA Tournament of Champions (0) |                           |
| Tier I (2)                      | Premier Mandatory (0)     |
| Tier II (4)                     | Premier 5 (1)             |
| Tier III (4)                    | Premier (3)               |
| Tier IV & V (0)                 | International (1)         |

| N.º | Fecha                    | Torneo            | Superficie    | Oponente en la final | Resultado         |
| 1.  | 14 de abril de 2003      | Amelia Island     | Tierra batida | Lindsay Davenport    | 4-6, 7-5, 6-3     |
| 2.  | 8 de septiembre de 2003  | Bali              | Dura          | Chanda Rubin         | 6-2, 6-1          |
| 3.  | 15 de septiembre de 2003 | Shanghái          | Dura          | Chanda Rubin         | 6-3, 7-6(6)       |
| 4.  | 27 de septiembre de 2004 | Hasselt           | Dura          | Elena Bovina         | 0-6, 6-0, 6-4     |
| 5.  | 5 de febrero de 2006     | Tokio (Pacífico)  | Moqueta       | Martina Hingis       | 6-2, 6-0          |
| 6.  | 13 de agosto de 2006     | Los Ángeles       | Dura          | Jelena Janković      | 6-3, 4-6, 6-4     |
| 7.  | 26 de mayo de 2007       | Estambul          | Tierra batida | Aravane Rezai        | 7-6(5), 3-0, ret. |
| 8.  | 14 de octubre de 2007    | Moscú             | Moqueta       | Serena Williams      | 5-7, 6-1, 6-1     |
| 9.  | 1 de marzo de 2008       | Dubái             | Dura          | Svetlana Kuznetsova  | 4-6, 6-3, 6-2     |
| 10. | 17 de agosto de 2008     | JJ.OO. Pekín 2008 | Dura          | Dinara Sáfina        | 3-6, 7-5, 6-3     |
| 11. | 26 de octubre de 2008    | Luxemburgo        | Dura (i)      | Caroline Wozniacki   | 2-6, 6-4, 7-6(4)  |
| 12. | 10 de enero de 2009      | Auckland          | Dura          | Yelena Vesnina       | 6-4, 6-1          |
| 13. | 17 de enero de 2009      | Sídney            | Dura          | Dinara Sáfina        | 6-3, 2-6, 6-1     |
| 14. | 23 de agosto de 2009     | Toronto           | Dura          | María Sharápova      | 6-4, 6-3          |
| 15. | 15 de enero de 2010      | Sídney            | Dura          | Serena Williams      | 6-3, 6-2          |
| 16. | 14 de febrero de 2010    | París             | Dura (i)      | Lucie Šafářová       | 6-7(5), 6-1, 6-4  |

### Finalista en Individuales (16)
| - 2000: JJ.OO. Sídney 2000 (derrotada por Venus Williams) - 2001: Acapulco (derrotada por Amanda Coetzer) - 2001: Moscú (derrotada por Jelena Dokić) - 2002: 's-Hertogenbosch (derrotada por Eleni Daniilidou) - 2004: Miami (derrotada por Serena Williams) - 2004: Roland Garros (derrotada por Anastasia Mýskina) - 2004: Abierto de EE.UU. (derrotada por Svetlana Kuznetsova) - 2004: Moscú (derrotada por Anastasia Mýskina) - 2005: Charleston (derrotada por Justine Henin) - 2005: Philadelphia (derrotada por Amélie Mauresmo) - 2006: Indian Wells (derrotada por María Sharápova) - 2008: Berlín (derrotada por Dinara Sáfina) - 2008: Estambul (derrotada por Agnieszka Radwańska) - 2009: París (derrotada por Amélie Mauresmo) - 2010: Kuala Lumpur (derrotada por Alisa Kleibánova) - 2010: Tokio (derrotada por Caroline Wozniacki) |

### Resultados Anuales
| Torneo                                      | 2010  | 2009  | 2008  | 2007  | 2006  | 2005  | 2004  | 2003  | 2002  | 2001  | 2000  | 1999  | Títulos |
| ------------------------------------------- | ----- | ----- | ----- | ----- | ----- | ----- | ----- | ----- | ----- | ----- | ----- | ----- | ------- |
| Australian Open                             | 2r    | SF    | 4r    | 4r    | 1r    | 4r    | 1r    | 1r    | 4r    | 3r    | 3r    | 2r    | 0       |
| Roland Garros                               | SF    | 3r    | QF    | 3r    | 3r    | 4r    | F     | 1r    | 4r    | 2r    | 2r    | 2r    | 0       |
| Wimbledon                                   | -     | SF    | SF    | 3r    | QF    | 4r    | 1r    | 4r    | 4r    | 3r    | 1r    | 1r    | 0       |
| US Open                                     | 4r    | 2r    | SF    | 3r    | QF    | SF    | F     | 4r    | 2r    | 4r    | SF    | 3r    | 0       |
| Palmarés de Grand Slam (Victorias-Derrotas) | 9-4   | 13-4  | 17-4  | 9-4   | 10-4  | 14-4  | 12-4  | 6-4   | 10-4  | 8-4   | 8-4   | 4-4   | 120-48  |
| WTA Tour Championships                      | RR    | RR    | SF    | -     | RR    | RR    | RR    | RR    | 1r    | 1r    | SF    | -     | 0       |
| Finales Alcanzadas                          | 4     | 4     | 5     | 2     | 3     | 2     | 5     | 3     | 1     | 2     | 1     | 0     | 32      |
| Torneos Ganados                             | 2     | 3     | 3     | 2     | 2     | 0     | 1     | 3     | 0     | 0     | 0     | 0     | 16      |
| Récord Global (Victorias-Derrotas)          | 41-18 | 55-18 | 56-17 | 41-18 | 44-16 | 45-22 | 39-23 | 49-25 | 37-27 | 35-22 | 40-22 | 41-21 | 576-273 |
| Ranking de Fin de Año                       | 9     | 5     | 4     | 11    | 8     | 8     | 6     | 8     | 19    | 15    | 12    | 62    |         |

### Títulos de Dobles (6)
- 2002: Berlín (con Janette Husárová)
- 2002: San Diego (con Janette Husárová)
- 2002: Moscú (con Janette Husárová)
- 2002: WTA Tour Championships (con Janette Husárová)
- 2003: 's Hertogenbosch (con Lina Krasnoroutskaya)
- 2005: Los Ángeles (con Flavia Pennetta)